# Ràdio d'alta mar
La ràdio d'alta mar, en anglès "offshore radio" és la radiodifusió des de vaixells o estructures marítimes flotants fixes. Les emissores en alta mar normalment no tenen llicència, però llurs transmissions són legals en aigües internacionals. Això contrasta amb la transmissió sense llicència a terra ferma o dins de les aigües territorials d'una nació, que sol ser il·legal.

## Història
La primera transmissió sense fils de música i locució per a entreteniment va ser transmesa per un vaixell de la Royal Navy, HMS Andromeda, el 1907. L'emissió va ser organitzada per un tinent, Quentin Crauford usant el signe QFP de comunicació telegràfica mentre el vaixell estava ancorat a Chatham a l'Estuari del Tàmesi, Anglaterra.
No obstant això, la majoria de les emissores d'alta mar han estat estacions sense llicència amb transmissions marítimes com a mitjà per evitar les regulacions nacionals de radiodifusió, per exemple, la pràctica ha estat utilitzada per organitzacions de radiodifusió com la Voice of America com un mitjà per evitar les normes nacionals de radiodifusió d'altres nacions. Les estacions comercials no autoritzades a alta mar han funcionat a les costes de Bèlgica, Dinamarca, Israel, Països Baixos, Nova Zelanda, Suècia, el Regne Unit, antiga Iugoslàvia i els Estats Units.
A finals de la dècada de 1920, el govern del Regne Unit va concloure que la ràdio era un mitjà tan poderós de comunicació de masses que hauria d'estar en control de l'Estat, i va atorgar a la BBC finançada públicament el monopoli de la radiodifusió. A causa de la rigidesa dels controls governamentals i la programació que consistia principalment en música clàssica i temes intel·lectuals, gran part de la població del Regne Unit va començar a recórrer a emissores de ràdio procedents de l'estranger, com ara Ràdio Lió, Radio Normandia, Ràdio Athlone, Radio Mediterranee i Radio Luxemburg, especialment els diumenges, quan la BBC no oferia programes d'entreteniment. Tanmateix, les hores de difusió de parla anglesa eren limitades i algunes parts del Regne Unit no van poder rebre la majoria de les estacions correctament durant el dia.
El primer intent per establir una emissora offshore a Anglaterra es va produir el 1928, quan Associated Newspapers (propietaris del Daily Mail) van adquirir el iot Ceto i van instal·lar-hi equips de ràdio. Per desgràcia, l'aparell no va poder funcionar correctament a bord, sent el senyal fortament afectat per les condicions climàtiques. El transmissor va ser reemplaçat per altaveus de Siemens i el Ceto va recórrer Anglaterra "retransmetent" discos de gramòfon intercalats amb publicitat. Les estacions de transmissió no autoritzades que operaven des de vaixells o plataformes fixes a les aigües costaneres del Mar del Nord van aparèixer per primera vegada el 1958. Hi havia fins a onze estacions d'aquest tipus a mitjans dels anys seixanta.
Una de les emissions de ràdio d'alta mar més populars a Europa va sorgir de Radio Caroline, que es va desenvolupar fora dels estrictes reglaments de la radiodifusió a Anglaterra als anys seixanta i el fet que les grans discogràfiques havien deixat poc o gens de temps de transmissió a petits concerts. El nom de Radio Caroline s'utilitzava per emetre's des de les aigües internacionals, utilitzant cinc naus diferents de tres propietaris diferents, de 1964 a 1990. Radio Caroline fou un pensament de Ronan O'Rahilly, que somiava una forma de difondre música d'artistes incipients o alternatius de rock and roll. Altres estacions conegudes de l'època van ser Ràdio Atlanta, Ràdio Londres, Ràdio 270 (emissió de la costa de Filey, Yorkshire) Ràdio 390, Ràdio Scotland, Radio Northsea International i Radio City.
La majoria de les transmissions a alta mar solen estar associades a emissores de ràdio europees sense llicència; la tendència mai no va ser tan important als Estats Units, ja que la majoria de les organitzacions que es podien permetre un vaixell de difusió en alta mar compraria una estació legal. Tot i així, hi havia algunes estacions nord-americanes que feren una empremta duradora. La primera estació que va transmetre als Estats Units a partir de les aigües internacionals va ser la RXKR fora de la costa de Califòrnia. Emeté des del maig del 1933 fins a l'agost del 1933. Va ser operat a partir d'un transportista de càrrega anomenat S.S. City of Panama, un vaixell que realment es suposava que promovia el turisme a Panamà per als nord-americans de Califòrnia. Els operadors del vaixell emetien en realitat música popular i anuncis publicitaris, enganyant el govern panameny. Finalment van ser silenciats a petició del Departament d'Estat dels Estats Units.